# هولی وایس
هولی وایس (به انگلیسی: Hollie Vise) ژیمناست زادهٔ ۶ دسامبر ۱۹۸۷ میلادی اهل کشور ایالات متحده آمریکا است.